# The Big Knockover
The Big Knockover третій студійний альбом шведського панк-рок гурту No Fun at All випущений 3 липня 1997 року.
У Швеції альбом вийшов під лейблом на компакт-дисках та вінілі
Альбом був випущений на компакт-дисках та вінілі Burning Heart Records в Швеції, в Європі на компакт-дисках Burning Heart Records і Sempahore Records, в США на компакт-дисках Theologian Records.

## Список пісень
Якщо не вказано інше, музика написана Мікаельом Денільсоном, слова — Інгмаром Янссоном.
1. «Catch Me Running Round» — 1:44 (музика: Мікаель Денільсон та Джиммі Олсен)
2. «Suicide Machine» — 2:25
3. «Should Have Known» — 3:05
4. «Lose Another Friend» — 1:53
5. «When the Time Comes» — 2:43
6. «Sorry Lad» — 1:58
7. «Everything Inside» — 2:04
8. «The Other Side» — 2:48
9. «Away from the Circle» — 2:06
10. «Nobody's Perfect» — 2:12
11. «Your Feeble Mind» — 2:24
12. «Ultramar» — 2:35
13. «Break My Back» — 3:16

## Персонал
- Peter in de Betou — mastering
- Мікаель Денільсон — гітара
- Lori Eanes — фото
- Staffan Flodquist — фото гурту
- Інгемар Янссон — вокал
- Крістер Йоханссон — гітара
- Ларс Лінден — співпродюсер
- No Fun at All — організація, змішування
- Наоко Огура — фото
- Джиммі Олссон — бек-вокал (трек 1, 3, 5, 7-9, 13)
- К'єлл Рамстедт — ударні
- Пітер Сетлер — продюсер, бек-вокал (трек 3, 9), змішування
- Sergio Graphics — artwork
- Генрік Санвіссон — бас-гітара
- Мікаель Тоссавайнен — бек-вокал (трек 1)